# Drohomîșl, Iavoriv
Drohomîșl (în ucraineană Дрогомишль) este localitatea de reședință a comunei Drohomîșl din raionul Iavoriv, regiunea Liov, Ucraina.

## Demografie
Componența lingvistică a localității Drohomîșl
     Ucraineană (100%)
Conform recensământului din 2001, toată populația localității Drohomîșl era vorbitoare de ucraineană (100%).